# پلید تونگد دویلز
پلید تونگد دویلز (به انگلیسی: Plaid Tongued Devils) یک گروه موسیقی کانادایی است. این گروه کار خود را در سال ۱۹۹۰ به صورت دو نفره و با گیتاریست Alan Kolodziejzyk و خواننده Ty Semaka شروع کرد و ۱۹۹۲ ترکیب گروه به ۵ نفر رسید. از سال ۱۹۹۸، موسقی آنها ترکیبی از آلترنیتیو کانتری، روما، کلزمر، اسکا، راک، جاز است که خود آن را «romaklezkarock» نامیده‌اند. این گروه مکرراً در کانادا و هلند به اجرای تور می‌پردازد. برخی از اعضای گروه هم در نوشتن و ضبط کردن ترانه‌های سیستم‌عامل اوپن‌بی‌اس‌دی همکاری داشته‌اند.

## آلبوم‌شناسی
- Monsteroma - 2005
- Belladonna - 2002
- In Klezkavania - 1999 (Also a theatre event)
- Tongue and Groove - 1996
- Running With Scissors - 1994